# KMS Technology
KMS Technology là một công ty phần mềm Việt Nam.
Thành lập năm 2009, công ty  chuyên cung cấp các dịch vụ phát triển sản phẩm phần mềm, tư vấn triển khai các giải pháp công nghệ và khởi nghiệp & đầu tư.
Sau 11 năm hoạt động, KMS đã xây dựng đội ngũ hơn 1000 nhân viên tại Mỹ và Việt Nam, và phát hành 3 sản phẩm phần mềm trên thị trường thế giới.

## Lĩnh vực hoạt động

### Dịch vụ phát triển sản phẩm phần mềm
- Kiểm thử phần mềm (Software Testing)
- Triển khai quá trình liên tục (Continous Delivery)
- Phát triển ứng dụng trên nền tảng di động (Mobile Development)
- Triển khai quy trình DevOps (DevOps Consulting)

### Dịch vụ tư vấn các giải pháp công nghệ
KMS cung cấp các giải pháp chuyển đổi số, hỗ trợ các công ty tại Việt Nam và khu vực Châu Á với các dịch vụ tư vấn và triển khai hệ thống phần mềm trong các lĩnh vực:
- Quản lý chuỗi cung ứng
- Phân tích dữ liệu doanh nghiệp
- Quản lý chất lượng phần mềm
- Quản lý kho vận

### Khởi nghiệp và đầu tư
Phát hành các sản phẩm QASymphony, Kobiton, Katalon KMS Solutions và các sản phẩm mới trong tương lai thông qua vườn ươm & đầu tư khởi nghiệp UpStar Labs.

## Giải thưởng
- Vietnam: Top ICT Việt Nam, Nơi làm việc tốt nhất Việt Nam Anphabe[10]
- U.S: Inc. 5000's Fastest-Growing Private Companies, Atlanta's Best Places to Work[11]